# Шевченко Тимофій Андрійович
Тимофі́й Андрі́йович Шевче́нко (1907, село Семенівка, тепер Криничанського району Дніпропетровської області — 1972, Дніпропетровська область) — український радянський діяч, новатор сільськогосподарського виробництва, бригадир тракторної бригади Верхівцівської МТС і колгоспу «Зоря комунізму» Криничанського району Дніпропетровської області. Депутат Верховної Ради УРСР 6-го скликання. Герой Соціалістичної Праці (26.02.1958).

## Біографія
Народився у бідній селянській родині. Трудову діяльність розпочав підпаском худоби. Працював шевцем, колгоспником колгоспу села Семенівки Криничанського району Дніпропетровської області.
Закінчив курси механізаторів.
З другої половини 1940-х років до 1958 року — бригадир тракторної бригади Верхівцівської машинно-тракторної станції (МТС) Криничанського району Дніпропетровської області.
Досягав високих результатів у вирощуванні та збиранні кукурудзи, використовував передовий метод широкорядних посівів. У 1955—1958 роках тракторна бригада Шевченка збирала по 43 і більше центнерів зерна кукурудзи з гектара. У 1957 і 1966 роках демонстрував передові методи праці із вирощування кукурудзи в Угорській Народній Республіці.
З 1958 року — бригадир тракторної бригади колгоспу «Зоря комунізму» села Семенівки Криничанського району Дніпропетровської області. У 1962 році бригаді присвоєно звання колективу комуністичної праці. На базі тракторної бригади Шевченка діяла Дніпропетровська обласна школа поширення передового досвіду.
Трагічно загинув у 1972 році.

## Нагороди
- Герой Соціалістичної Праці (26.02.1958)
- орден Леніна (26.02.1958)
- медаль «За трудову доблесть» (31.05.1952)
- дві Великі золоті медалі Всесоюзної сільськогосподарської виставки (1954, 1957)
- медалі